# Корольков, Вениамин Ильич
Вениамин Ильич Корольков (1854 — 13 [25] октября 1897) — российский архитектор, гражданский инженер, преподаватель. Автор ряда зданий в Санкт-Петербурге. 

## Биография
Первоначальное образование получил в частной классической гимназии Соколова в Петербурге. В 1872 году поступил в Петербургское строительное училище, которое окончил в 1877 году со званием архитекторского помощника и правом на чин X класса. В том же году причислен в Техническо-строительный комитет Министерства внутренних дел. В 1878 году назначен в Петербургский институт гражданских инженеров преподавателем по гражданской архитектуре, в 1885 году — помощником профессора по составлению архитектурных проектов на V курсе, в 1888 — преподавателем специального законоведения на V курсе. 
С 1878 года состоял старшим техником службы ремонта пути варшавской железной дороги. С 1890 года — архитектор Мариинской больницы. Член Петербургского общества архитекторов (с 1880 года).
Имел награды: орден Святого Станислава 3-й степени (1883).
Скончался 13 (25) октября 1897 года, похоронен на Никольском кладбище Александро-Невской лавры.

## Проекты и постройки

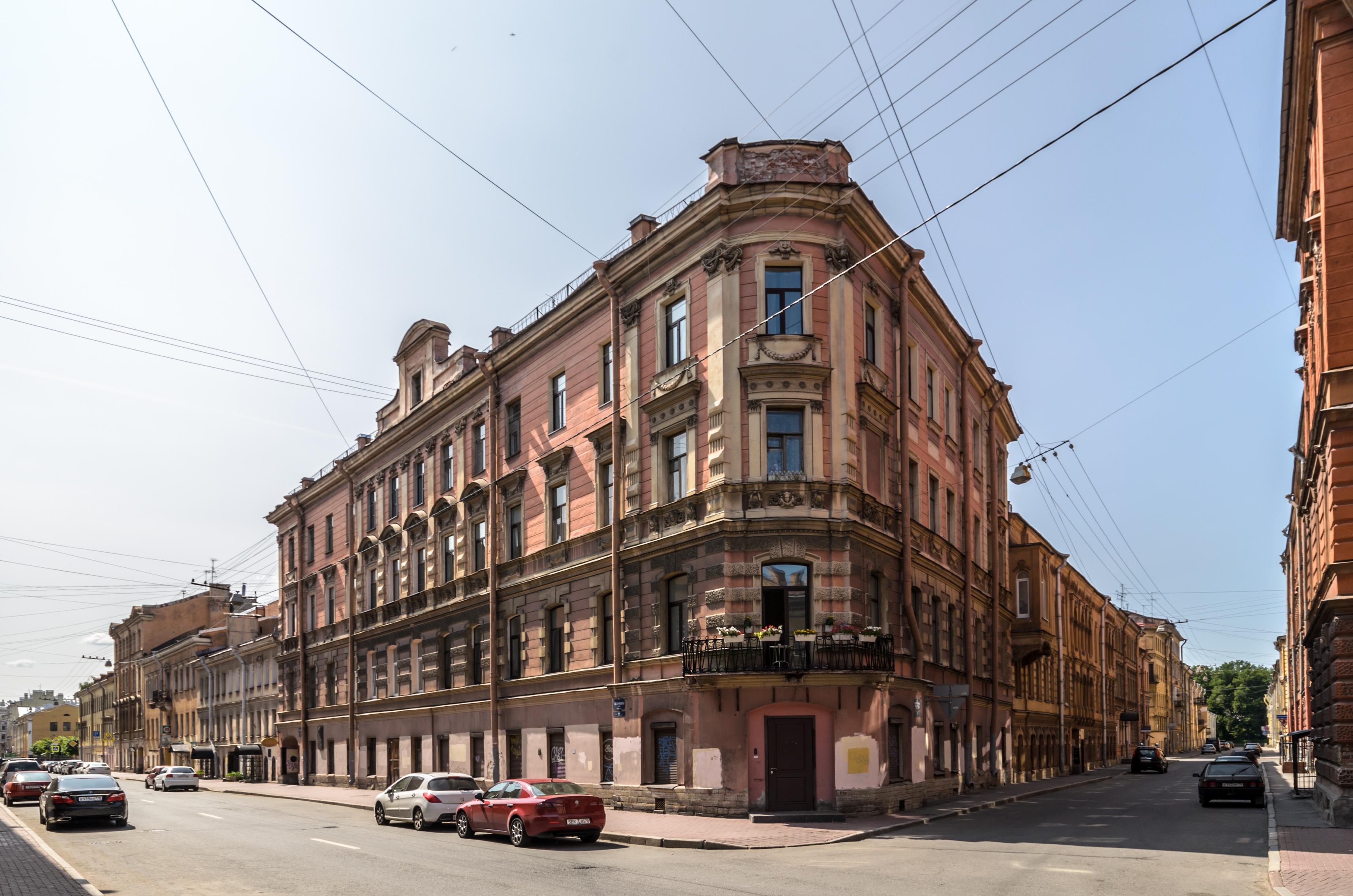
Доходный дом Глуховского.
Гагаринская ул., 11/ ул. Оружейника Фёдорова, 17 (1885—1886)

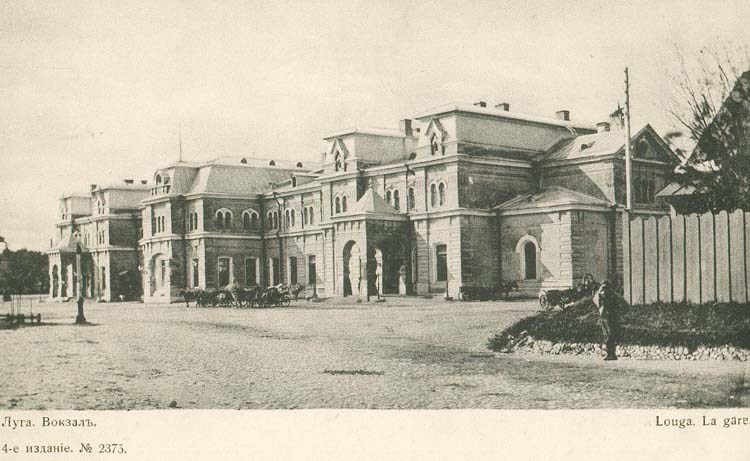
Здание вокзала в Луге (1883—1885)

### Санкт-Петербург
- Деревянные службы при доме барона Таубе. Царское село, Стессельская улица, 1 (не сохранились)[5];
- Деревянные службы при доме Калугина;
- Доходный дом Дунина-Слепца. Ковенский переулок, 13;
- Доходный дом Глуховского. Гагаринская улица, 11/ улица Оружейника Фёдорова, 17 (1885—1886)[6];
- Доходный дом Сульменевой. Улица Лабутина, 7 (1888)[7];
- Дом для табачной фабрики «Саатчи и Мангуби» (надстройка). 4-я Советская улица, 6 (1889)[8];
- Здание для амбулатории и квартиры сестер милосердия при Мариинской больнице. улица Маяковского, 12П (1891—1892)[9];
- Ремонт зданий Института гражданских инженеров (1883—1892).

### Другие места
- Деревянная дача Вердеревского на станции Серебрянка (не сохранилась);
- Восстановление сгоревшего вокзала на станции Луга (1883—1885, совместно с П. О. Сальмоновичем, не сохранился).